# The People or the Gun
Albums de Anti-Flag
Rise Against / Anti-Flag
(2009) The Second Coming of Nothing
(2010)
The People Or The Gun, sorti le 9 juin 2009, est le huitième album du groupe de punk rock Anti-Flag.
La première piste Sodom, Gomorrah, Washington D.C. (Sheep In Shepherd's Clothing), est sortie avant l'album, sur la page Myspace du groupe.

## Écriture et production
Le 2 décembre 2008, Chris #2, bassiste d'Anti-Flag, a posté sur son blog qu'Anti-Flag avait commencé l'enregistrement de leur album avec The Economy is Suffering, Let it Die. Le 18 décembre Chris #2 posta que neuf chansons étaient terminées, et le 16 février 2009, deux images de tests de liste des titres de l'album The People or the Gun ont été postées sur le blog.
Dans une interview du 21 mars avec le bassiste Chris #2 dans The Edge Magazine, il révéla que le groupe avait enregistré 17 chansons, mais il préfère réduire le nombre à 10 ou 11 pistes pour faire un album d'environ 30 minutes.

## Promotion
Après la sortie de l'album, le groupe fit deux tournées promotionnelles. Le Eastpak Antidote Tour, dans lequel Anti-Flag partagea la tête d'affiche avec Alexisonfire, et avec en première partie Four Year Strong et The Ghost of a Thousand, vit 35 dates à travers l'Europe, entre octobre et novembre 2009. La tournée The Economy Sucks, Let's Party! débuta en janvier 2010 et se composa de 22 représentations en Amérique du Nord, avec en première partie Aiden, Cancer Bats et Fireworks. En février 2010, le groupe continua la tournée en Australie avec cinq shows au Soundwave Festival.

## Informations sur l'album
fin mai 2009, un clip vidéo du premier single de l'album When All the Lights Go Out est sorti.
Une partie des bénéfices des pré-ventes sur le site du label SideOneDummy furent donnés à Amnesty International. Les personnes qui ont précommandé l'album sur ce site ont reçu deux chansons bonus Bring Down Their Wall et A Brief Misunderstanding of the Kings and Queens. Un pack spécial était également disponible dans la boutique de SideOneDummy, incluant en plus de l'album, un EP de trois pistes inédites Which Side Are You On? E.P., un t-shirt et un poster The People or the Gun.
La chanson The Gre(A)t Depression comporte une répétition d'une mélodie de It's All Over Now, Baby Blue par Bob Dylan, ainsi que des chœurs par Tim McIlrath de Rise Against, Greg Attonito de Bouncing Souls, Wade MacNeil de Alexisonfire et David McWane de Big D and the Kids Table.

## Liste des pistes
| The People or the Gun | The People or the Gun                                           | The People or the Gun | The People or the Gun | The People or the Gun | The People or the Gun | The People or the Gun | The People or the Gun | The People or the Gun | The People or the Gun |
| No                    | Titre                                                           | Durée                 |                       |                       |                       |                       |                       |                       |                       |
| --------------------- | --------------------------------------------------------------- | --------------------- | --------------------- | --------------------- | --------------------- | --------------------- | --------------------- | --------------------- | --------------------- |
| 1.                    | Sodom, Gomorrah, Washington D.C. (Sheep In Shepherd's Clothing) | 2:50                  |                       |                       |                       |                       |                       |                       |                       |
| 2.                    | The Economy Is Suffering, Let It Die                            | 3:36                  |                       |                       |                       |                       |                       |                       |                       |
| 3.                    | The Gre(A)t Depression                                          | 3:08                  |                       |                       |                       |                       |                       |                       |                       |
| 4.                    | We Are The One                                                  | 3:07                  |                       |                       |                       |                       |                       |                       |                       |
| 5.                    | You Are Fired (Take This Job)                                   | 1:00                  |                       |                       |                       |                       |                       |                       |                       |
| 6.                    | This Is The First Night                                         | 3:33                  |                       |                       |                       |                       |                       |                       |                       |
| 7.                    | No War Without Warriors (How Do You Sleep?)                     | 2:28                  |                       |                       |                       |                       |                       |                       |                       |
| 8.                    | When All The Lights Go Out                                      | 3:08                  |                       |                       |                       |                       |                       |                       |                       |
| 9.                    | On Independence Day                                             | 2:51                  |                       |                       |                       |                       |                       |                       |                       |
| 10.                   | The Old Guard                                                   | 4:17                  |                       |                       |                       |                       |                       |                       |                       |
| 11.                   | Teenage Kennedy Lobotomy (Hidden Track)                         | 1:06                  |                       |                       |                       |                       |                       |                       |                       |
| 31:04                 |                                                                 |                       |                       |                       |                       |                       |                       |                       |                       |

## Pistes Bonus
| No | Titre                                                                                            | Durée |
| -- | ------------------------------------------------------------------------------------------------ | ----- |
| 1. | A Brief Misunderstanding of The Queens And Kings (Bonus download through SideOneDummy pre-order) |       |
| 2. | Bring Down Their Wall Again (Bonus download through SideOneDummy pre-order)                      |       |
| 3. | The Weathermen Know Which Way the Wind Blows (Bonus on iTunes)                                   |       |
| 4. | Africom (Bonus on iTunes)                                                                        |       |

## Charts
| Classement                     | Position |
| ------------------------------ | -------- |
| Billboard 200                  | 122      |
| Billboard Top Independent      | 23       |
| Billboard Comprehensive Albums | 136      |
| Billboard Top Rock Albums      | 47       |

## Which Side Are You On? E.P.
Albums de Anti-Flag
Rise Against / Anti-Flag
(2009) The Second Coming of Nothing
(2010)
Which Side Are You On? E.P. est un EP d'Anti-Flag, fourni avec certaines versions de l'album The People or the Gun, dont la première version de la sortie australienne, le pack du site Amazon.de, et les précommandes sur le site du label Side One Dummy ou acheté dans des magasins indépendants.
| No | Titre                                            | Durée |
| -- | ------------------------------------------------ | ----- |
| 1. | Bring Down Their Wall Again                      | 3:14  |
| 2. | The Weathermen Know Which Way the Wind Will Blow | 2:45  |
| 3. | Africom                                          | 3:35  |

## Personnel
Anti-Flag
- Justin Sane – Guitare, chant
- Chris #2 – Guitare basse, chant
- Chris Head – Guitare, chant
- Pat Thetic – Batterie

Musiciens additionnels
- Tim McIlrath, Greg Attonito, Wade McNeil et David McWane - chant sur The Gre(A)t Depression
- Sixburgh Steel City Gang Voclas: Marc Riot, Tyler Kweder, Jason Cantu, Corey Cameron and Marc Code
- Katie Bullers et Anna Schwartz - handclapping

Production
- Écrit, enregistré et produit par Anti-Flag
- Mixé par Mario J. McNulty
- Masterisé par Mass Giorgini
- Jesse Jones - Coordinateur de projet

Artwork
- Artwork, design et mise en page de Mike Ski avec No More Galleries